# エバーランド

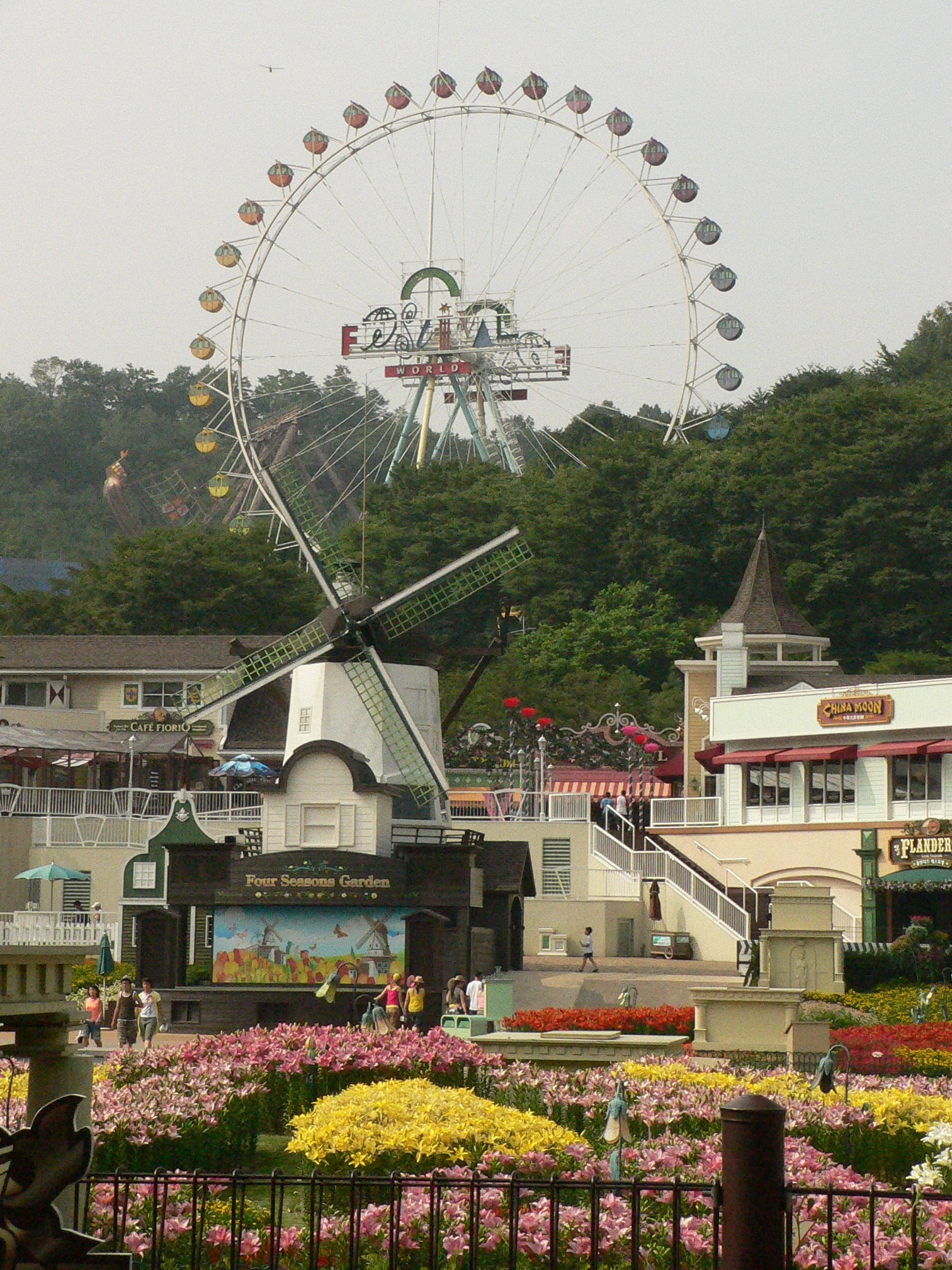
大観覧車

エバーランドリゾート（Everland Resort）は大韓民国京畿道龍仁市に位置するテーマパークで、エバーランド、カリビアンベイ、ホームブリッジの総称である。

## 概要
1976年に「龍仁（ヨンイン）自然農園」として開園。1996年に現在の名称になった。韓国最大の野外テーマパークである。運営はサムスングループ系列のサムスン物産である。
2019年の年間入場者数は660万人を記録し、ロッテワールドの578万人を超えて韓国国内1位であった。

## 主な施設
- エバーランド
- カリビアンベイ
- ホームブリッジ
- サムスン火災交通博物館
- 湖巌美術館
- グレンロスゴルフクラブ

### エバーランド
グローバルフェア、アメリカン・アドベンチャー、マジックランド、ヨーロピアン・アドベンチャー、ズートピアの5つのエリアで構成されている。
韓国初の木製ローラーコースターであるT-エクスプレスは代表的なアトラクションとして人気を集めている。
動物園エリアのズートピアには2016年に「パンダワールド」がオープンした。共同研究を目的として中国から借り入れられたジャイアントパンダが複数飼育されている。

### スピードウェイ
1995年オープン。韓国では初の常設サーキットである。主にフォーミュラ・コリアや韓国ツーリングカー選手権（KTCC）、SUPERRACE CHAMPIONSHIPなどが開催されている。日本では「竜仁サーキット」と表記されることも多い。
オープン当初は全長約2.1kmのコースだったが、2009年6月よりサーキットを閉鎖して大規模な改修工事を行い、コース長を約4.5kmに伸ばした。2013年に再オープン。2016年にサーキット名称を「Samsung Speedway」と改め、サムスン電子による自動運転車のテストコースとしても利用されている。

## 画像集

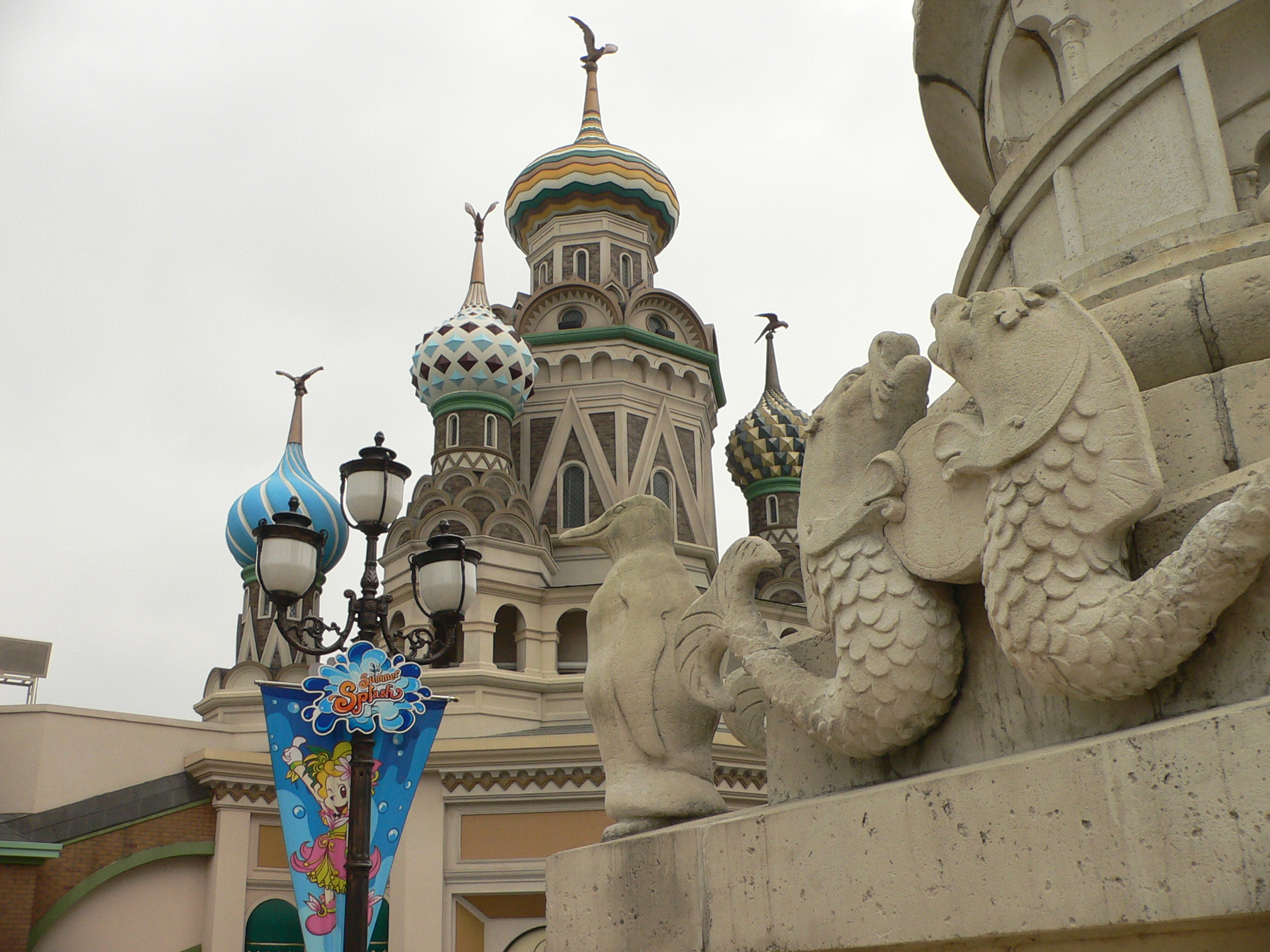
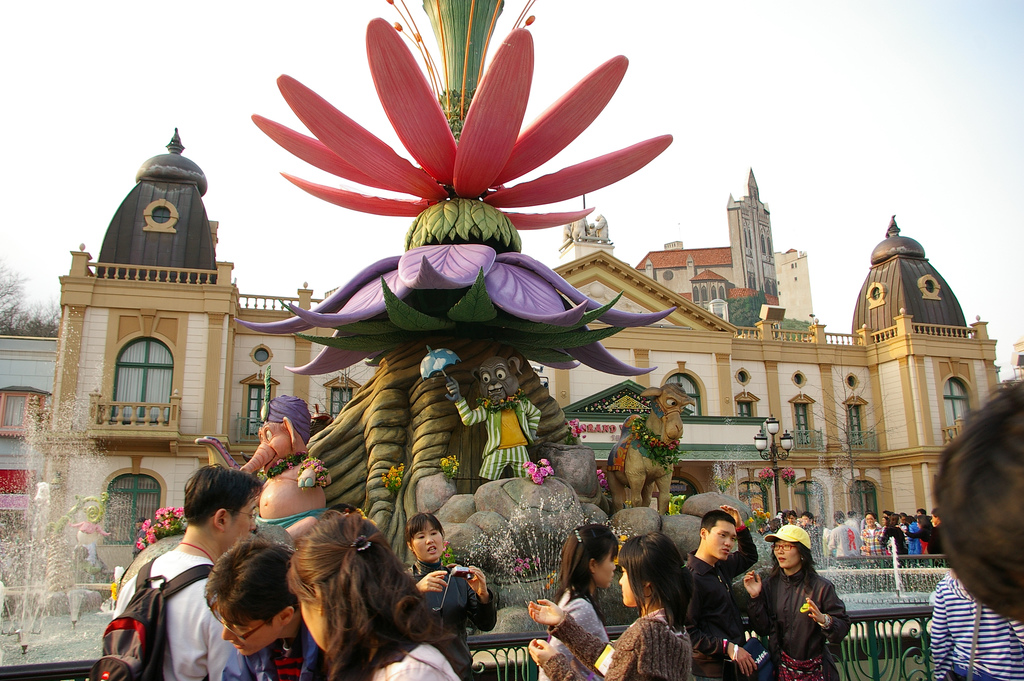
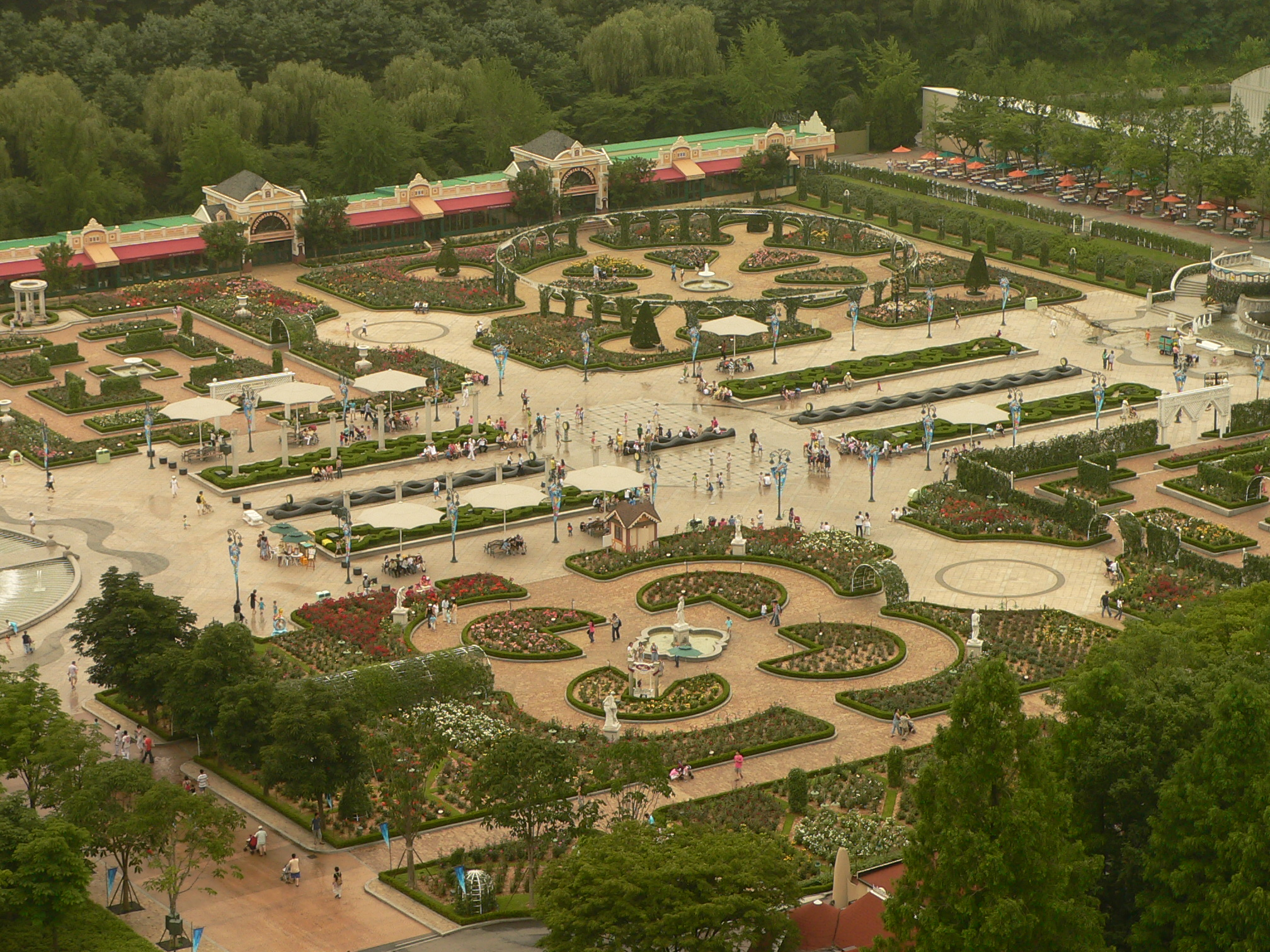
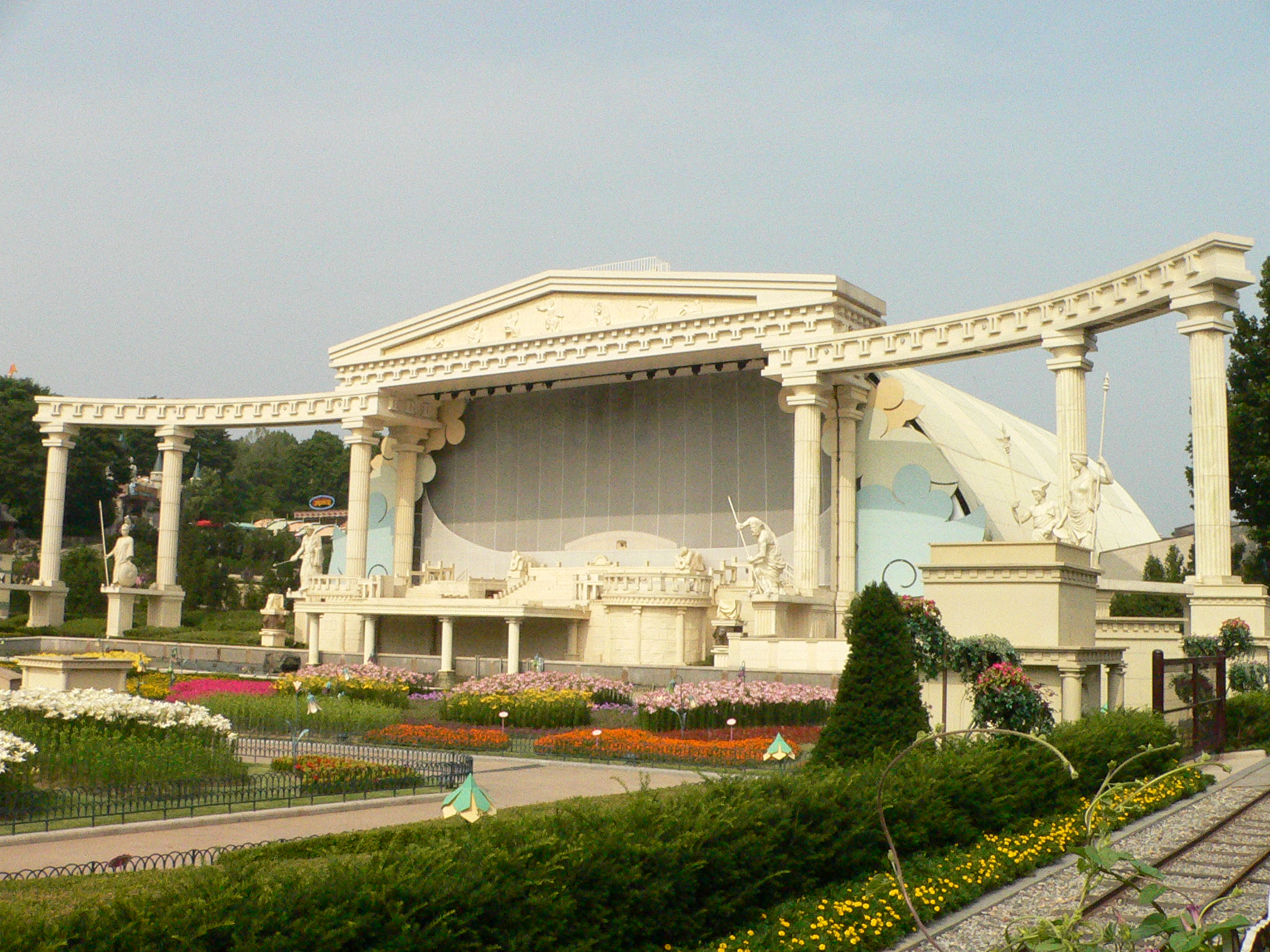
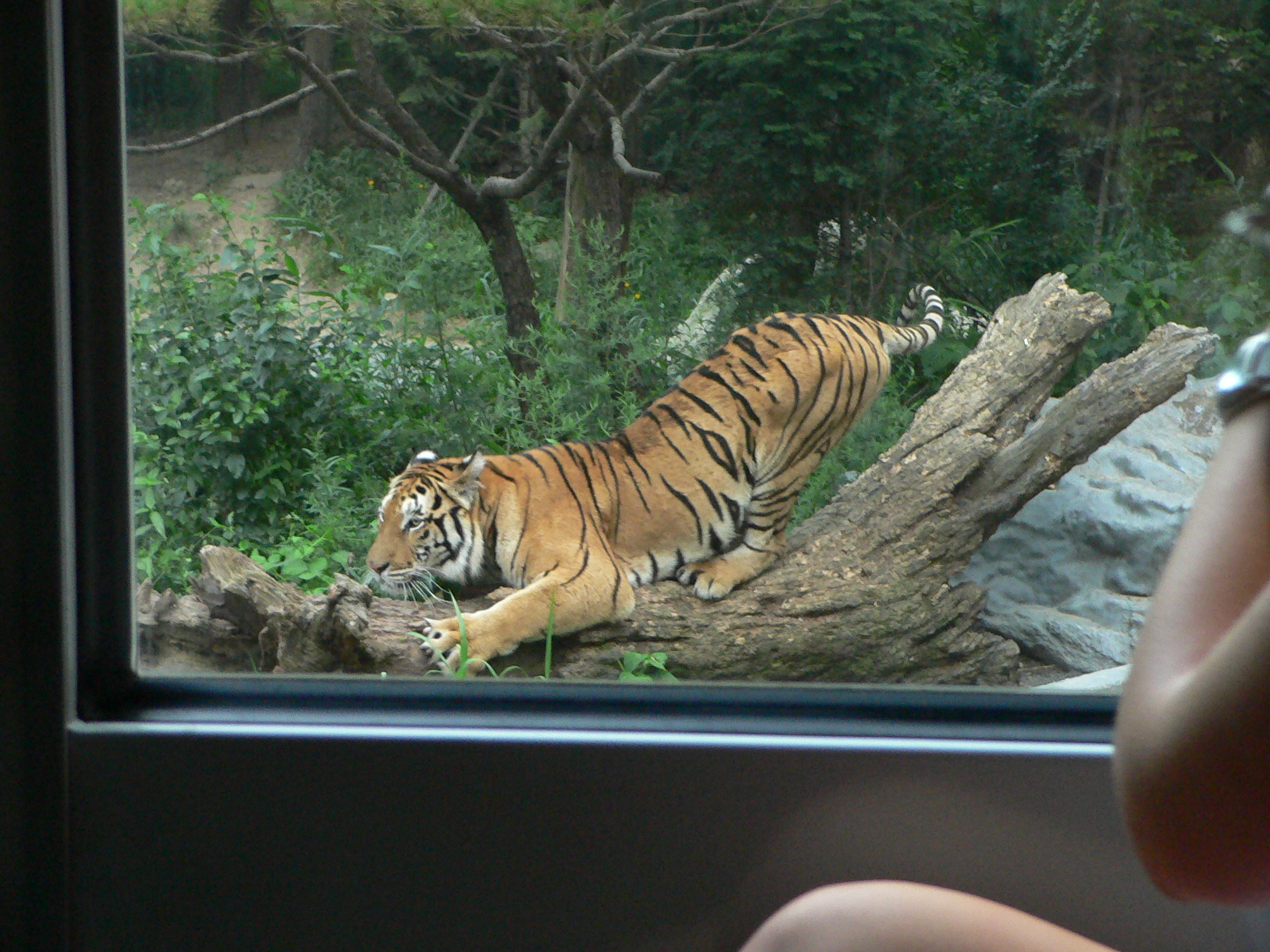
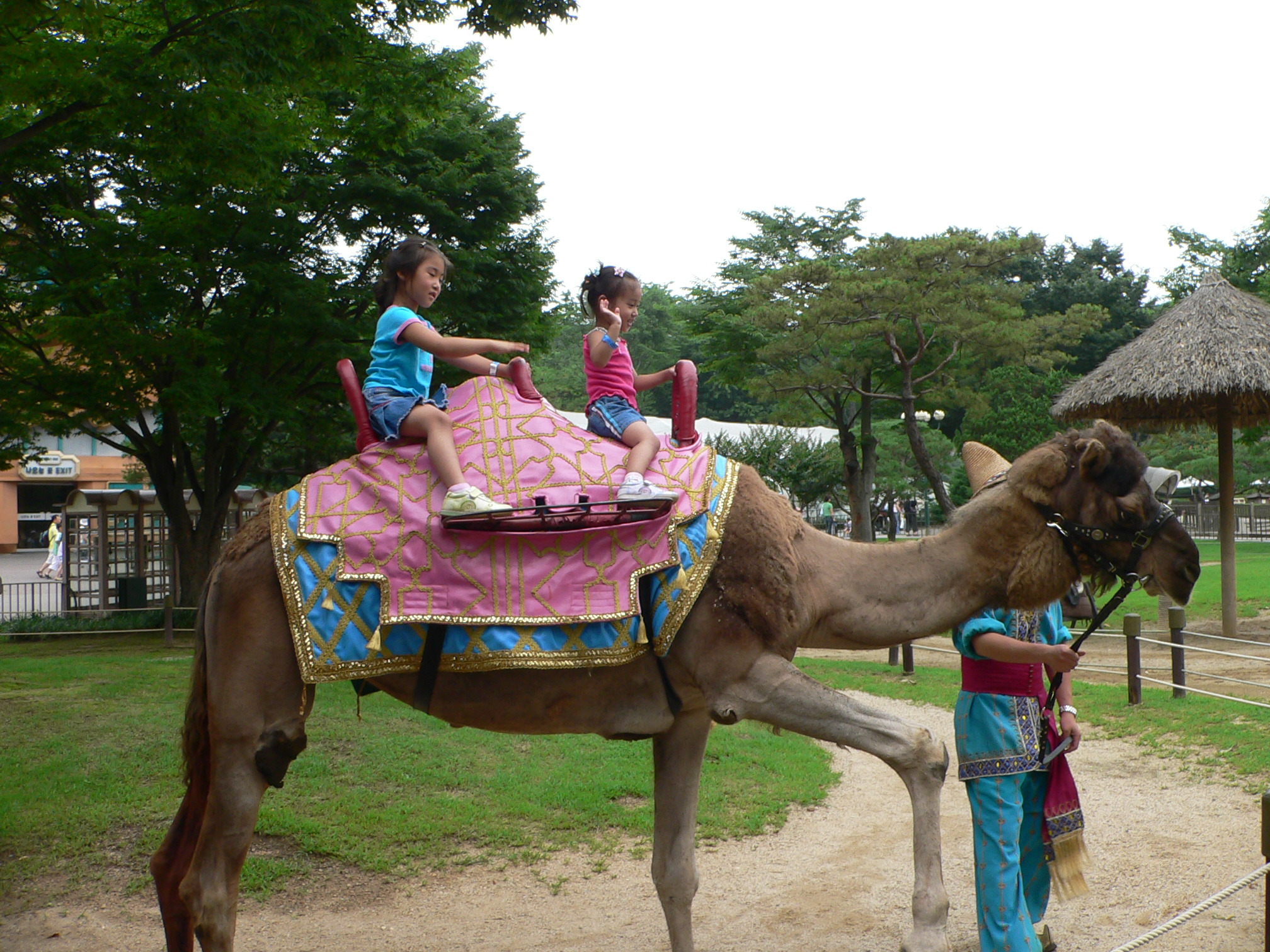
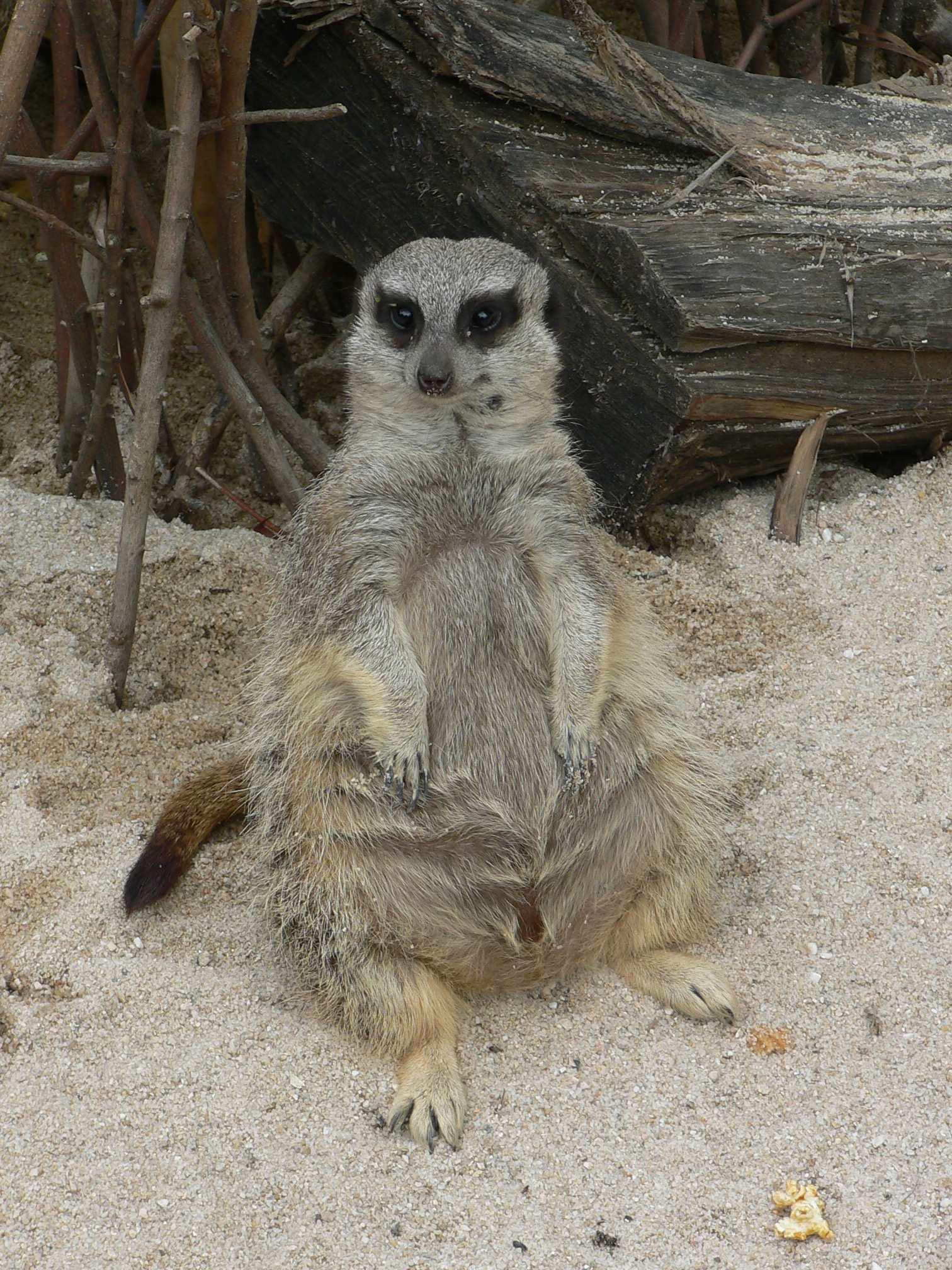
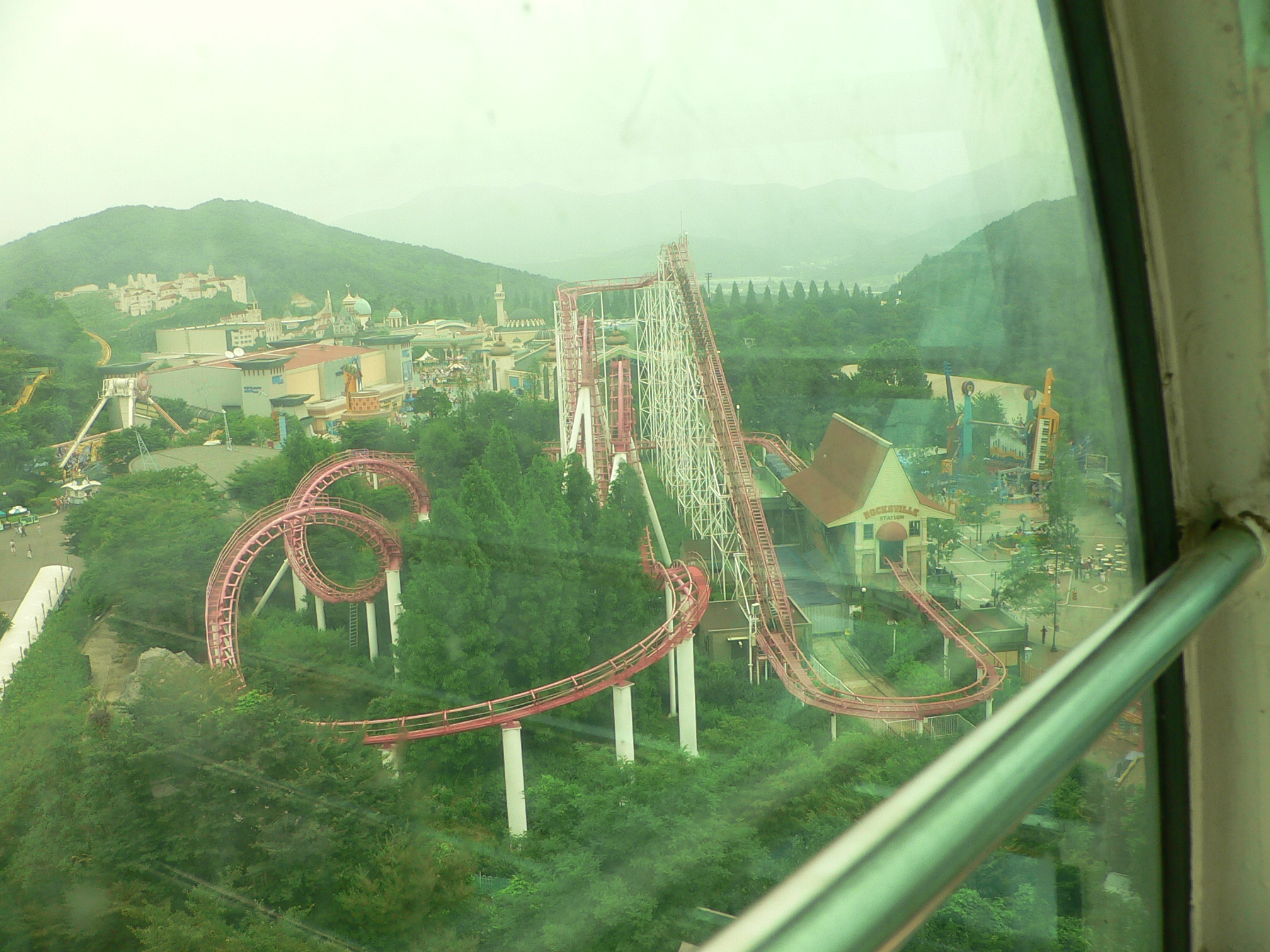
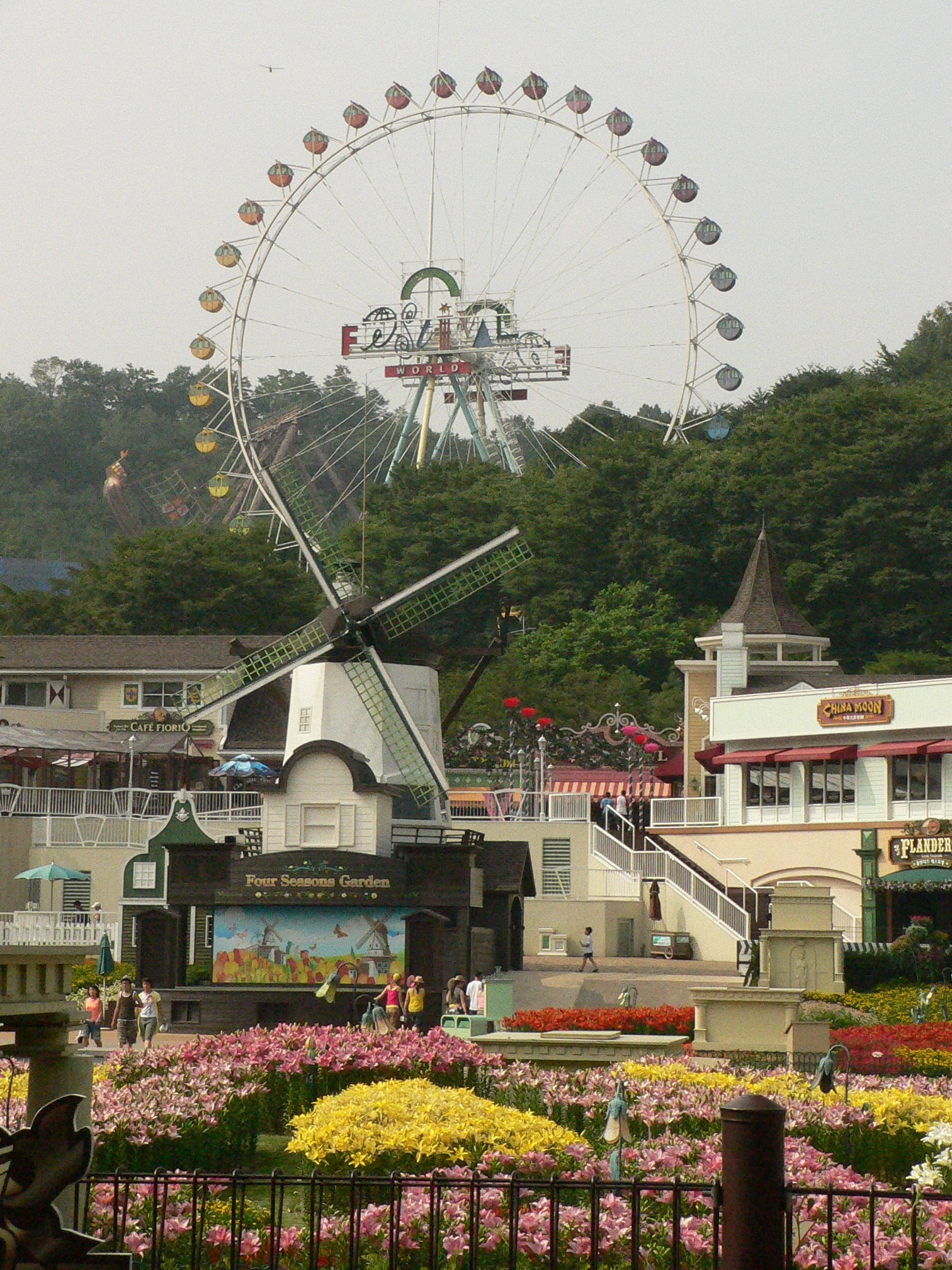
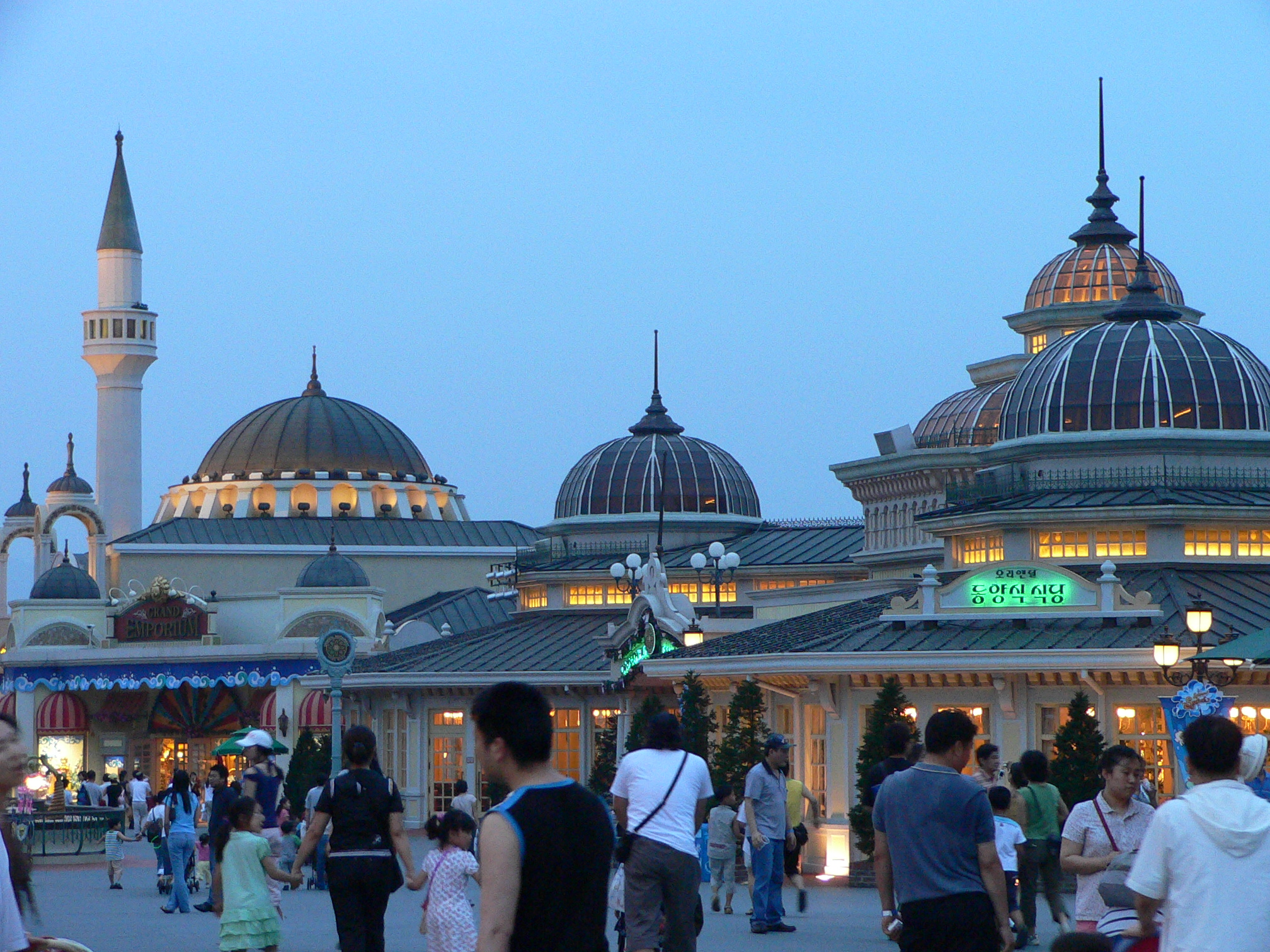

## 交通
- 龍仁軽電鉄 前垈・エバーランド駅